# Cedrim
Cedrim é uma povoação portuguesa do Município de Sever do Vouga que foi sede da extinta Freguesia de Cedrim, freguesia que tinha 8,47 km² de área e 834 habitantes (2011), e, por isso, uma densidade populacional de 98,5 hab/km².
A Freguesia de Cedrim foi extinta e agregada à Freguesia de Paradela, criando-se a União das Freguesias de Cedrim e Paradela.

## População
| População da freguesia de Cedrim | População da freguesia de Cedrim | População da freguesia de Cedrim | População da freguesia de Cedrim | População da freguesia de Cedrim | População da freguesia de Cedrim | População da freguesia de Cedrim | População da freguesia de Cedrim | População da freguesia de Cedrim | População da freguesia de Cedrim | População da freguesia de Cedrim | População da freguesia de Cedrim | População da freguesia de Cedrim | População da freguesia de Cedrim | População da freguesia de Cedrim |
| -------------------------------- | -------------------------------- | -------------------------------- | -------------------------------- | -------------------------------- | -------------------------------- | -------------------------------- | -------------------------------- | -------------------------------- | -------------------------------- | -------------------------------- | -------------------------------- | -------------------------------- | -------------------------------- | -------------------------------- |
| 1864                             | 1878                             | 1890                             | 1900                             | 1911                             | 1920                             | 1930                             | 1940                             | 1950                             | 1960                             | 1970                             | 1981                             | 1991                             | 2001                             | 2011                             |
| 641                              | 620                              | 648                              | 667                              | 722                              | 800                              | 906                              | 819                              | 866                              | 973                              | 936                              | 1.158                            | 1.056                            | 995                              | 33.956                           |

| Distribuição da População por Grupos Etários | Distribuição da População por Grupos Etários | Distribuição da População por Grupos Etários | Distribuição da População por Grupos Etários | Distribuição da População por Grupos Etários | Distribuição da População por Grupos Etários | Distribuição da População por Grupos Etários | Distribuição da População por Grupos Etários | Distribuição da População por Grupos Etários | Distribuição da População por Grupos Etários |
| -------------------------------------------- | -------------------------------------------- | -------------------------------------------- | -------------------------------------------- | -------------------------------------------- | -------------------------------------------- | -------------------------------------------- | -------------------------------------------- | -------------------------------------------- | -------------------------------------------- |
| Ano                                          | 0-14 Anos                                    | 15-24 Anos                                   | 25-64 Anos                                   | > 65 Anos                                    |                                              | 0-14 Anos                                    | 15-24 Anos                                   | 25-64 Anos                                   | > 65 Anos                                    |
| 2001                                         | 136                                          | 169                                          | 499                                          | 191                                          |                                              | 13,7%                                        | 17,0%                                        | 50,2%                                        | 19,2%                                        |
| 2011                                         | 112                                          | 74                                           | 460                                          | 188                                          |                                              | 13,4%                                        | 8,9%                                         | 55,2%                                        | 22,5%                                        |

## Património
- Igreja de São João Baptista (matriz)
- Capela de Santo Amaro
- Duas janelas setecentistas no lugar de Cedrim, Fonte do Carvoal e cruzeiro
- Vestígios do convento beneditino
- Casa do "Alferes"
- Portal setecentista e cruzeiro no lugar de Carrazedo
- Estação arqueológica do Castêlo
- Lugar de Paçô
- Complexo turístico de Fontelas